# إل بانكو
إل بانكو (بالإسبانية: El Banco) هي بلدية في كولومبيا، تتبع إدارة ماجدالينا، بلغ عدد سكانها 55٬530 نسمة، في 2015، تبلغ مساحتها 816 كيلومتر مربع.

## أعلام
- خوسيه باروس